# José Luis Raimundo Romero
José Luis Raimundo, més conegut com a Pepelu, és un futbolista andalús, nascut a Màlaga el 21 de març de 1974. Ocupa la posició de migcampista.

## Trajectòria
Després de despuntar a l'Atlético Malagueño, el Sevilla FC el va fitxar per incorporar-lo al seu filial. La temporada 95/96 debuta en Lliga amb el primer equip quallant una bona temporada, amb 18 partits i un gol. Però, el mal·lacità no va tenir continuïtat amb l'esquadra sevillista i tan sols va jugar nou partits en les dues campanyes següents.
La temporada 98/99 es guanya la titularitat al Recreativo de Huelva, on suma 32 partits i 5 gols. A l'any següent continuaria en Segona, a les files del CD Logroñés, i per la temporada 00/01 materialitzaria fins a 12 gols per al Real Jaén. Amb els andalusos va jugar un any més, seguint de titular i amb altres set gols, però a les postres el Jaén va baixar a la Segona B.
L'estiu del 2002 recala a l'Elx CF. A la ciutat del Baix Vinalopó hi qualla una altra temporada acceptable, però sense aconseguir marcar.
Des de la temporada 03/04, Pepelu ha jugat en diversos equips de Segona B i Tercera, com el Racing de Ferrol o l'Antequera CF.

## Clubs
- .../94 At. Malagueño
- 94/96 Sevilla B
- 96/98 Sevilla
- 98/99 Recreativo de Huelva
- 99/00 Logroñés
- 00/02 Real Jaén
- 02/03 Elx
- 03/04 Racing de Ferrol
- 04/05 Vecindario
- 05/06 Marbella
- 06/... Antequera